# 奎屯肥腹蛛
奎屯肥腹蛛（学名：Steatoda kuytunensis）为球蛛科肥腹蛛属的动物。在中国大陆，分布于新疆等地，主要栖息于草丛中。该物种的模式产地在新疆奎屯。